# Hydroporus sabaudus
Hydroporus sabaudus is een keversoort uit de familie waterroofkevers (Dytiscidae). De wetenschappelijke naam van de soort is voor het eerst geldig gepubliceerd in 1865 door Fauvel.